# ناحیه کایونگا
ناحیه کایونگا (به لاتین: Kayunga District) یک منطقهٔ مسکونی در اوگاندا است که در استان مرکزی، اوگاندا واقع شده‌است. ناحیه کایونگا ۳۵۸٬۷۰۰ نفر جمعیت دارد.